# 蔵奉行
蔵奉行（くらぶぎょう）は、江戸時代に江戸浅草をはじめとする主要都市にあった幕府の御米蔵の管理を司った奉行。御蔵奉行ともいう。
江戸幕府が設置した米蔵である「御蔵」は江戸や大阪、京都などに設置され、一般には奉行を置いて管理されたが、地方によっては代官が支配・管理する例もあった。

## 各地の蔵奉行

### 浅草蔵奉行
1636年（寛永13年）5月1日に設置。1620年（元和6年）に創設されていた浅草米蔵と、1734年（享保19年）に完成して元文元年から買米を入れるようになった本所米蔵を管轄した。勘定奉行支配。
当初は米蔵の管理は兵糧の貯蔵という軍事的性格が強く番方の出役だったが、1687年（貞享4年）になると財政経済的性格が濃くなり役方が進出するようになった。人員の数は最初に3人が置かれたが何度も変動した。
以下の属僚が置かれた。
- 御蔵手代（寛文5年設置）
  - 御蔵手代組頭（元禄2年設置）
  - 助手代（享保10年設置）
  - 手代見習（文政4年設置）
- 御蔵御門番同心（享保10年設置）
- 御蔵番
- 御蔵小揚（寛文5年設置）

なお、浅草米蔵役人にはこのほかに切米手形案文の押切割印検査を行う御切米手形改（書替奉行）がおり勘定奉行支配とされた。

### 大坂蔵奉行
『吏徴別録』では1621年（元和7年）に設置されたとしているが、年貢勘定目録等の記載から1619年（元和5年）には設置されていたとみられる。また初期の支配関係も不明であるが、『京都御役所向大概覚書』の記述や「竹橋余筆別集」の「覚」などから1689年（元禄2年）に京都町奉行支配となったとみられる。1695年（元禄8年）に大坂町奉行支配となった。

### 二条蔵奉行
『吏徴別録』では1625年（寛永2年）に設置されたとしており、『徳川実紀』の寛永二年四月二日の条に伏見城番が蔵奉行として二条城に移った記述がある。『吏徴別録』によると京都町奉行支配だったが、1790年（寛政2年）9月から勘定奉行支配となった。

### 大津蔵奉行
寛永期には近江国には幕領17万石余があり、大津御蔵（大津）を管理するため大津蔵奉行（大津御蔵衆）が置かれたが設置時期ははっきりしない。京都町奉行支配だったとみられる。1699年（元禄12年）4月に廃止。

### 高槻蔵奉行
高槻城の蔵奉行で『吏徴別録』によると1681年（天和元年）11月に初めて任命されたとしているが、『寛政重修諸家譜』によると元和期には置かれていたとみられる。1689年（元禄2年）12月に京都町奉行支配になったとみられる（それ以前は大坂城代支配とみられるが不明である）。1691年（元禄4年）5月に高槻御蔵とともに廃止され、以後畿内の幕領の年貢米は大坂御蔵や二条御蔵に納められた。